# ローゼン谷線
ローゼン谷線（ドイツ語;Rosentalbahn）は、オーストリア国鉄の鉄道線の名称である。路線番号は660。正しくはザンクトファイト～ローゼンバッハ間がローゼン谷線であるが、クラーゲンフルト以北は601号線の記事にて記載し、ここではクラーゲンフルト以南について扱う。かつては全線で旅客列車が運行されていたが、2016年末以降、ヴァイツェルスドルフ以南が休止となった。

## 運行形態[1]

### 普通「Sバーン(S3)」
クラーゲンフルト - ヴァイツェルスドルフ間に、平日1時間に1本、休日2時間に1本の運行。この他、クラーゲンフルト本駅 - 南駅間の区間運行もある。
2023年度以前は、平日限定で1～2時間に1本運行していた。

### 過去の運行系統
- 普通「レギオナルバーン(R)」
2016年以前は、ローゼンバッハ→クラーゲンフルト間に、平日片道1本のみの運行していた。各駅に停車していた。

## 駅一覧
以下では、オーストリア国鉄660号線の駅と営業キロ、停車列車、接続路線などを一覧表で示す。
- 種別
  - S：普通
- 停車駅
  - ◎印：全列車停車
  - ○印：一部通過
  - △印：一部停車
  - ｜印：全列車通過

| 路線名 | 駅名                                       | 駅間営業キロ | 累計営業キロ      | 累計営業キロ             | S | 接続路線                                                               | 所在地       | 所在地                   |
| ------ | ------------------------------------------ | ------------ | ----------------- | ------------------------ | - | ---------------------------------------------------------------------- | ------------ | ------------------------ |
| 660    | クラーゲンフルト本駅                       | -            | ファイトから 18.0 | クラーゲンフルトから 0.0 | ■ | 601号線（リーエンツ方面/ウィーン方面） 620号線（ヴォルフスベルク方面） | ケルンテン州 | クラーゲンフルト市       |
| 660    | クラーゲンフルト南駅                       | 1.2          | 19.2              | 1.2                      | ■ |                                                                        | ケルンテン州 | クラーゲンフルト市       |
| 660    | ケトマンスドルフ・ランビヒル駅(*1)         | 3.9          | 23.1              | 5.1                      | ■ |                                                                        | ケルンテン州 | クラーゲンフルトラント郡 |
| 660    | マーリア・ライン駅                         | 1.9          | 25.0              | 7.0                      | ■ |                                                                        | ケルンテン州 | クラーゲンフルトラント郡 |
| 660    | ヴァイツェルスドルフ駅                     | 5.1          | 30.1              | 12.1                     | ■ |                                                                        | ケルンテン州 | クラーゲンフルトラント郡 |
| 660    | ヴァイツェルスドルフ村駅                   | 1.4          | 31.5              | 13.5                     |   |                                                                        | ケルンテン州 | クラーゲンフルトラント郡 |
| 660    | ザンクト・ヨーハン・イム・ローゼンタル駅   | 1.2          | 32.7              | 14.7                     |   |                                                                        | ケルンテン州 | クラーゲンフルトラント郡 |
| 660    | ファイシュトリッツ・イム・ローゼンタル駅   | 2.8          | 35.5              | 17.5                     |   |                                                                        | ケルンテン州 | クラーゲンフルトラント郡 |
| 660    | ファイシュトリッツ・イム・ローゼンタル西駅 | 1.2          | 36.7              | 18.7                     |   |                                                                        | ケルンテン州 | クラーゲンフルトラント郡 |
| 660    | ズューチャハ駅                             | 0.8          | 37.5              | 19.5                     |   |                                                                        | ケルンテン州 | クラーゲンフルトラント郡 |
| 660    | ラーディナハ駅                             | 1.1          | 38.6              | 20.6                     |   |                                                                        | ケルンテン州 | クラーゲンフルトラント郡 |
| 660    | マーリア・エレント・イム・ローゼンタル駅   | 3.5          | 42.1              | 24.1                     |   |                                                                        | ケルンテン州 | フィラハラント郡         |
| 660    | ローゼンバッハ駅                           | 5.7          | 47.8              | 29.8                     |   |                                                                        | ケルンテン州 | フィラハラント郡         |

(*1): 2022年12月開業。